# Gronkowo
Gronkowo (deutsch Grunenberg) war ein Ort in der polnischen Woiwodschaft Ermland-Masuren. Seine Ortsstelle gehört zum Bereich der Landgemeinde Braniewo (Braunsberg) im Powiat Braniewski (Kreis Braunsberg).
Die Ortsstelle von Gronkowo liegt am Ostufer der Passarge (polnisch Pasłęka) im Nordwesten der Woiwodschaft Ermland-Masuren, acht Kilometer südöstlich der Kreisstadt Braniewo (Braunsberg).
Das einst Grunenberg genannte Dorf bestand aus mehreren Höfen und Gehöften. Als 1874 der Amtsbezirk Schalmey (polnisch Szalmia) im ostpreußischen Kreis Braunsberg (Regierungsbezirk Königsberg) errichtet wurde, wurde die Landgemeinde Grunenberg eingegliedert.
Im Jahre 1910 waren in Grunenberg 117 Einwohner registriert. Ihre Zahl belief sich im Jahre 1933 auf 107 und im Jahre 1939 auf 98.
Am 1945 in Kriegsfolge das gesamte südliche Ostpreußen an Polen fiel, erhielt Grunenberg die polnische Namensform „Gronkowo“. Das Dorf gilt heute als untergegangen. Lediglich „pozostałości wioski Grunenberg“ („Überreste des Dorfs Grunenberg“) sind heute noch zu finden. Die Ortsstelle liegt im Gebiet der Gmina Braniewo im Powiat Braniewski, von 1975 bis 1998 der Woiwodschaft Elbląg, seither der Woiwodschaft Ermland-Masuren zugehörig.
Kirchlich gehörte Grunenberg zur römisch-katholischen Pfarrei Schalmey (polnisch Szalmia) im damaligen Bistum Ermland, außerdem war das Dorf in die evangelische Kirche Braunsberg in der Kirchenprovinz Ostpreußen der Kirche der Altpreußischen Union eingepfarrt.
Die Ortsstelle Grunenberg liegt östlich der Schnellstraße S 22 (einstige Reichsautobahn Berlin–Königsberg) an einer Nebenstraße, die die Stadt Braniewo über Bemowizna (Böhmenhöfen) miz Płoskinia (Plaßwich) verbindet. Bemowizna ist auch die nächste Bahnstation und liegt an der Bahnstrecke Malbork–Braniewo.